# 趙朝正統性問題
趙朝正統性問題（越南语：／）是越南史學界就趙朝是否為越南歷史上的一個正統的朝代而引發的爭論。趙朝是越南歷史學家對存在於嶺南地區的南越國政權的一種稱呼。因南越國君主姓「趙」而得名。在中國，南越國被當作中國的一個地方割據政權看待，不承認越南人所提出的趙朝。
前207年，趙佗趁中原的秦朝大亂，在嶺南建立了割據政權。不久自稱南越王，建立南越國。此後，南越國政權成為漢朝的外藩，並斷斷續續地與漢朝及其一些藩屬國發生過戰爭。前111年，漢武帝發兵南下，殺死了南越王趙建德及丞相呂嘉，攻滅了南越國。按傳統越南史學界的觀點，這一年被認為是趙朝的結束，從此越南進入第一次北屬時期。

## 歷史認定
在中國，南越國被中國人當作中國的一個地方割據政權看待，不承認越南人所提出的趙朝。而因為南越國的部分領土延伸到了今天越南的越南北部、中部的大部分地区，南越國最南端的領土就是現今的越南富安省，部分越南人亦把南越國當作越南歷史的一部分。陳朝時黎文休編成的《大越史記》、佚名作者的《越史略》，以及後黎朝史官吳士連等編成的《大越史記全書》，便把趙朝列為越南的早期王朝來表述。黎文休提出：「趙武帝能開拓我越，而自帝其國，……為我越倡始帝王之基業」，吳士連亦說：「趙氏一失其守，國亡統絕」，反映了他們認為趙朝興亡，與越南的「國統」是息息相關。
成書於陳朝年間的《大越史記》，是現存最早一部將趙朝列為越南朝代的官修史書。該書將南越國諸王的本紀稱為「趙紀」。黎文休在該書中提出：「趙武帝能開拓我越，而自帝其國，……為我越倡始帝王之基業」，表示他認為趙朝興亡，與越南的國統是息息相關。同時期的《越史略》中亦存在「趙紀」。《安南志略》將趙朝歷史列入「趙氏世家」，與丁朝、前黎朝、李朝、陳朝的「丁氏世家」、「黎氏世家」、「李氏世家」、「陳氏世家」同列入越南歷代王朝之中。
此後，後黎朝的吳士連編修《大越史記全書》之時，亦將趙朝歷史列為「趙氏紀」。吳士連指出：「趙氏一失其守，國亡統絕」，與黎文休的觀點相同。趙朝的領土曾長期被越南人認為是失去的舊疆。清軍入關之後，明朝殘餘勢力據守中國南方，反抗清軍的南侵。1646年，因中國政局不穩，廣西邊境土司尋求越南的後黎朝、莫朝保護。龍州土司趙有涇為族兄趙有濤殺害，其子趙有啓求援於後黎朝。專權的鄭主鄭梉當即出兵北伐，擒趙有濤及其家屬而歸，「諭以和睦，遣還本州。」同年夏，南明隆武帝被清軍所擒，永曆帝在廣東肇慶即位。鄭梉便計劃派兵吞併廣東。1647年夏，鄭梉派三百艘戰船直抵廉州府。見清軍有防備，撤軍回國。
到了後黎朝末年的時候，吳時仕第一次對趙朝的正統性提出了質疑，認為趙佗是來自中國的侵略者，而不是越南的賢明帝王。但到了西山朝時期越南逐漸強大，光中帝阮惠有奪取兩廣領土的強烈慾望。阮惠準備整備軍事，欲渡海入侵廣州。阮惠積極徵兵、訓練士卒，招誘並贊助華南海盜，讓他們在越南沿海設立據點，不斷騷擾中國華南沿海一帶。他還支持廣西的天地會起義。對此，美國學者穆黛安（Dian H. Murray）考證，阮惠希望征服華南、恢復歷史上存在的百越王國。 阮惠建造巨型戰船，想要將越南能打仗的大象運往廣州。1792年，阮惠認為時機成熟，派遣阮招遠出使清朝請求和親，並要求清朝割讓兩廣之地，希望以此為名挑起兵端。但不久後便突發疾病逝世，使團未到達，因此清朝對此事完全不知。
至阮朝時期，越南人仍將趙朝所統治的兩廣認定為越南歷史上失去的舊疆。據《大南實錄》記載，明命五年（1824年）冬十一月，有承天府安魯人阮春振攔駕上書，請求領兵進取兩廣之地。明命帝令焚其書，送承天府枷號一個月，然後釋放。同時，明命帝下詔不准狂妄陳言，否則治罪如律。
於此同時，官方仍將趙朝認定為越南歷史的一部份。在《欽定越史通鑑綱目》中，嗣德帝在御覽該書之後，硃批：「統觀前後，則我越地之淪入中國已幾太半。惜乎歷代明君良臣亦多有不世出者，然終不能收回寸土，大是憾事。非特於今復宇為難，悲夫！」這說明阮朝時期官方論點仍是將兩廣之地視為越南歷史上的趙朝故疆。20世紀初，越南歷史學家陳仲金編寫《越南史略》時，並未正面討論趙朝是否是越南歷史上的一個王朝，但承認趙佗是一個中國人，拿中國的政治、法律來統治南越之地。陳仲金還認為趙佗將中國文明傳播到了越南，此後越南人都濡染了這種文明。

## 目前觀點
在越南，就趙朝是否是越南歷史上的一個王朝存在著爭議。在封建時代，史官們認為趙朝是越南的朝代，並把趙朝滅亡的前111年當作越南第一次北屬時期的開始；然而，如今大多數的越南學者認為趙朝不是越南的一個朝代，而是中國入侵者建立的政權，因此應當歸於第一次北屬時期之中。其論據為：
- 趙佗是中國的漢族人，出生在秦朝的真定（戰國時為趙國領土，今中國河北正定）。
- 趙佗是秦朝的將領，後來帶兵侵略越南，兼併了瓯骆。
- 今日越南的大部分地區不屬於南越國的疆域之內（除北部），而南越國的大部分疆域卻屬於今日中國的境內。
- 今日的京族先祖駱越在南越國人口中僅占少數，而南越國人口的大部分人屬於古代中國的華夏族（漢族）。

因此，目前越南大部分學者亦不承認趙朝，僅有少數人堅持認為趙朝是越南的一個朝代。

## 越共觀點
越共學者把趙朝排除在越南歷史之外：
|                                                                               | 真正成問題的倒是將趙朝看作正統朝代的事。 趙佗建立南越國是屬於漢族官吏割據性質，他用自己的漢族親信來統治越族人所在地的人民，對於越南人民而言，趙佗只能是外族侵略者。此後趙佗降服了甌雒國，消滅了安陽王，分甌雒地為兩郡，強迫使之隸屬于南越。就甌雒人民來說，趙佗也確是外族侵略者無疑。…… 可是，以前我國各舊史家，自黎文休、吳士連直到范公著，都把趙朝看成一個正統的朝代。直到黎代末期，才有人反對這個傳統的觀念。《越史標案》的作者吳時仕……曾經極力反對我國舊史家盲目地把趙佗當作我國的一位賢明帝王來讚揚。他又說：「我國內屬中國時間起自漢、終於唐，推其禍首，趙佗責無旁貸。」 可能由於受到這種說法的影響，阮朝的《欽定越史通鑑綱目》即不將趙朝列入正統中的一個朝代了。但是仍舊把趙朝整個歷史記載於我國的國史範圍之內。我們現代各史學家們也同樣受到這個非民族觀點的影響，因此，《越南史略》的作者陳仲金即對趙朝的歷史作了極其詳盡的記載。阮鄰在其《光榮的史頁》一書中還讚揚了呂嘉是趙氏王朝的忠臣，是我們第一個民族英雄。只有唯物歷史觀才是人民和民族的鋒利鬥爭武器，才能清晰地指出了趙佗是我們民族的侵略者，南越國趙朝的歷史不能載入越南歷史的範圍之內。 |
| ——《越南古代史》，（越南）陶維英著，（大陸）科學出版社1959年出版，166—168頁。 | |

陶維英实为新越革命党（越南印度支那党）成员，并于1928年自任总书记。越共由胡志明于1930年于香港组建，新越革命党是越共前身。